# Marcieu
Marcieu este o comună în departamentul Isère din sud-estul Franței. În 2009 avea o populație de 2.232 de locuitori.

## Evoluția populației
| An        | 1975 | 1982  | 1990  | 1999  | 2006  | 2009  |
| --------- | ---- | ----- | ----- | ----- | ----- | ----- |
| Populație | 898  | 1.225 | 1.568 | 1.973 | 2.177 | 2.232 |